# Colette Avital

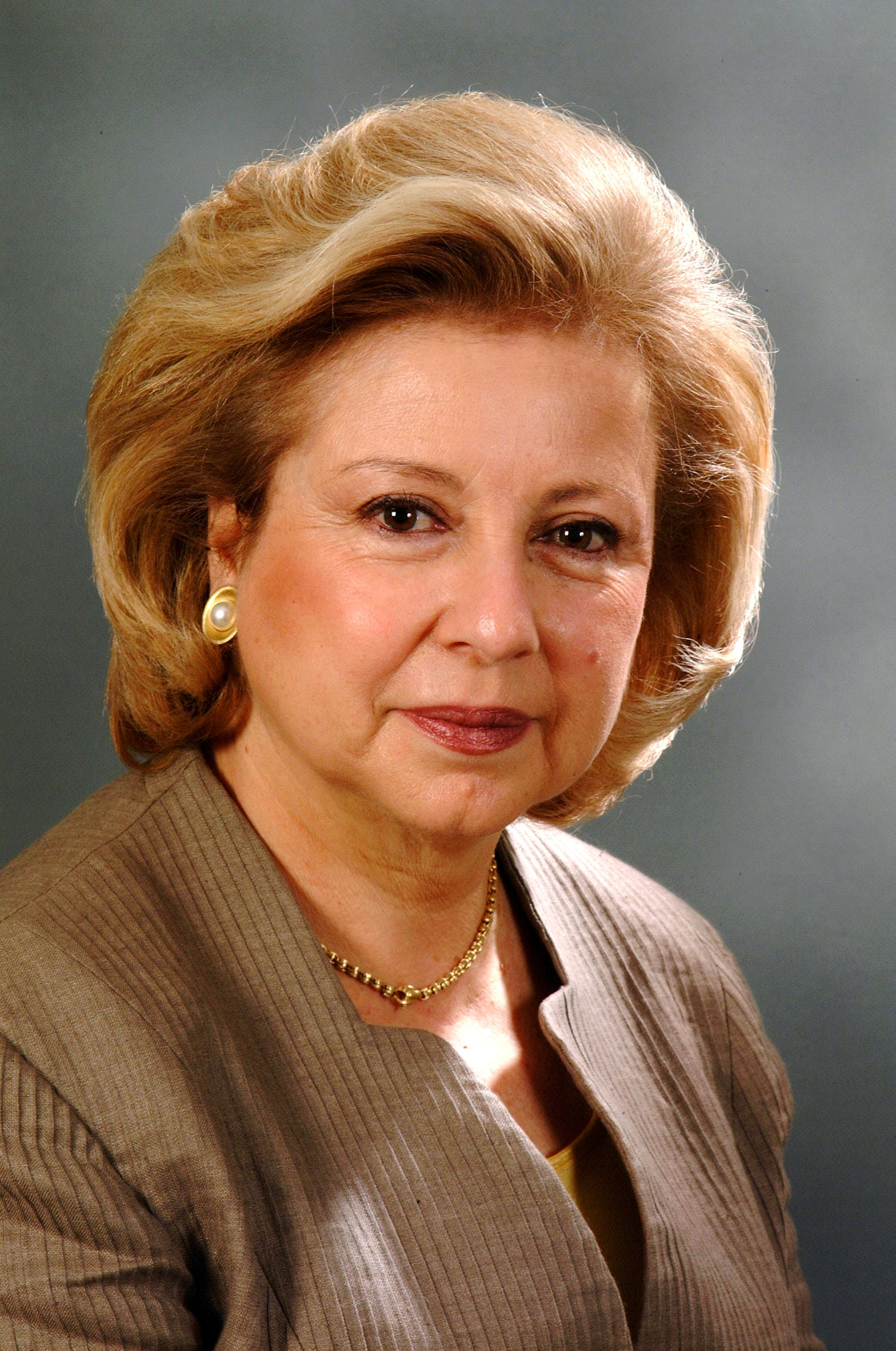
Colette Avital, 2002

Colette Avital (hebräisch קולט אביטל‎, * 1. Mai 1939 in Bukarest, Rumänien) ist eine rumänisch-israelische Diplomatin und Politikerin sowie ehemalige Knessetabgeordnete.

## Biografie
Colette Avital emigrierte 1950 mit ihrer Familie von Rumänien nach Israel. Auf ihre Ausbildung folgten vier Jahrzehnte im diplomatischen Dienst, etwa als Generalkonsulin in New York oder Botschafterin in Portugal.
Im Jahr 1999 trat sie für die Parteienallianz Jisrael Achat für die 15. Legislaturperiode des Parlaments an und rückte im November 1999 für Matan Vilnai nach. Bei den Knesset-Wahlen von 2003 zog sie für das Bündnis Awoda-Meimad direkt in die Knesset ein. Über Awoda gelang ihr bei der Wahl 2006 der erneute Einzug, so dass sie der Knesset auch in der 17. Legislaturperiode angehörte.
2007 bewarb sie sich – als erste Frau in der Geschichte Israels – mit den Gegenkandidaten Schimon Peres und Reuven Rivlin um die Nachfolge des zurückgetretenen Staatspräsidenten Mosche Katzav. Im ersten Wahlgang erhielt sie als Drittplatzierte 21 Stimmen und zog sich vor dem zweiten Wahlgang zurück; Rivlin tat es ihr anschließend nach.
Bei den Wahlen 2009 verlor ihre Partei sechs Sitze, so dass sie nicht mehr der 18. Knesset angehörte.
Im Mai 2022 erhielt Colette Avital das Bundesverdienstkreuz. Die Würdigung erhielt die frühere Politikerin für ihren „herausragenden Einsatz für die Bedürfnisse von Holocaustüberlebenden“. Avital ist Vorsitzende des Dachverbands von 58 Holocaust-Organisationen in Israel und verhandelt als Vorstandsmitglied der Jewish Claims Conference jährlich mit deutschen Regierungsvertretern über Entschädigungszahlungen.

## Positionen
In Israel gelten Debatten, die dazu aufrufen Menschenrechte zu schützen, in der öffentlichen Meinung zunehmend als obsolet und illegitim. Verteidiger der Menschenrechte werden als „Verräter am Vaterland“ dargestellt. Avital kritisierte diese Entwicklung am 10. Februar 2009 in der französischen Zeitung Le Monde und sagte: „Das jüdische Volk ist gleichgültig geworden gegenüber dem Leiden der anderen. Wir sehen nur noch uns selbst.“